# Pierre Allard (hockey sur glace)
Pour les articles homonymes, voir Pierre Allard et Allard.
Pierre Allard (né le 19 août 1972 à Montréal au Canada) est un joueur professionnel franco-canadien de hockey sur glace.

## Biographie
Pierre Allard commence sa carrière en LHJMQ avec le Laser de Saint-Hyacinthe en 1989. Il y restera trois saisons. Il joua ensuite pour les Cataractes de Shawinigan et les Saguenéens de Chicoutimi.
En 1993, il joue en France en Nationale 2 avec le club de Font-Romeu. Deux saisons plus tard, il joue à Angers en première division française avant de rejoindre Grenoble jusqu'en 1998.
Cette année-là, il part outre-Manche dans en BISL où il joue pour Manchester Storm. Il restera 4 saisons et demie dans le nord de l'Angleterre puis il reviendra en France chez les Dragons de Rouen. Il finit sa carrière en 2005 dans la franchise de Top Design de Saint-Hyacinthe.
Depuis 2010, il est l'entraîneur en préparation physique des Canadiens de Montréal. En dehors de ses activités avec le Canadien, il participe au championnat nord-américain Ironman.

## Statistiques
| Saison    | Équipe                        | Ligue         |    | Saison régulière | Saison régulière | Saison régulière | Saison régulière | Saison régulière |   | Séries éliminatoires | Séries éliminatoires | Séries éliminatoires | Séries éliminatoires | Séries éliminatoires |
| Saison    | Équipe                        | Ligue         | PJ | B                | A                | Pts              | Pun              | PJ               | B | A                    | Pts                  | Pun                  |                      |                      |
| 1989-1990 | Laser de Saint-Hyacinthe      | LHJMQ         | 60 | 14               | 23               | 37               | 76               | 11               | 3 | 0                    | 3                    | 22                   |                      |                      |
| 1990-1991 | Laser de Saint-Hyacinthe      | LHJMQ         | 70 | 16               | 17               | 33               | 79               | 4                | 1 | 0                    | 1                    | 0                    |                      |                      |
| 1991-1992 | Laser de Saint-Hyacinthe      | LHJMQ         | 20 | 5                | 11               | 16               | 25               | -                | - | -                    | -                    | -                    |                      |                      |
| 1991-1992 | Cataractes de Shawinigan      | LHJMQ         | 50 | 14               | 26               | 40               | 74               | 10               | 3 | 4                    | 7                    | 8                    |                      |                      |
| 1992-1993 | Cataractes de Shawinigan      | LHJMQ         | 55 | 35               | 37               | 72               | 62               | -                | - | -                    | -                    | -                    |                      |                      |
| 1992-1993 | Saguenéens de Chicoutimi      | LHJMQ         | 15 | 4                | 18               | 22               | 2                | 4                | 1 | 1                    | 2                    | 4                    |                      |                      |
| 1993-1994 | Hockey Club Font-Romeu        | Nationale 2   | 26 | 51               | 40               | 91               | 38               |                  |   |                      |                      |                      |                      |                      |
| 1994-1995 | Hockey Club Font-Romeu        | Division 2    | 24 | 55               | 27               | 82               | 66               |                  |   |                      |                      |                      |                      |                      |
| 1995-1996 | Ducs d'Angers                 | Élite         | 28 | 12               | 8                | 20               | 62               | 9                | 6 | 3                    | 9                    | 18                   |                      |                      |
| 1996-1997 | Brûleurs de loups de Grenoble | Nationale 1 A | 31 | 19               | 25               | 44               | 14               | 11               | 5 | 6                    | 11                   | 12                   |                      |                      |
| 1997-1998 | Brûleurs de loups de Grenoble | Élite         | 30 | 13               | 16               | 29               | 42               |                  |   |                      |                      |                      |                      |                      |
| 1998-1999 | Manchester Storm              | BISL          | 42 | 13               | 11               | 24               | 18               | 4                | 0 | 3                    | 3                    | 6                    |                      |                      |
| 1999-2000 | Manchester Storm              | BISL          | 42 | 8                | 14               | 22               | 14               | 6                | 1 | 2                    | 3                    | 4                    |                      |                      |
| 2000-2001 | Manchester Storm              | BISL          | 46 | 4                | 12               | 16               | 30               | 6                | 1 | 1                    | 2                    | 14                   |                      |                      |
| 2001-2002 | Manchester Storm              | BISL          | 48 | 7                | 6                | 13               | 24               | 8                | 0 | 3                    | 3                    | 2                    |                      |                      |
| 2002-2003 | Manchester Storm              | BISL          | 6  | 4                | 2                | 6                | 2                |                  |   |                      |                      |                      |                      |                      |
| 2002-2003 | Dragons de Rouen              | Super 16      | 25 | 9                | 16               | 25               | 75               |                  |   |                      |                      |                      |                      |                      |
| 2003-2004 | Cousin de Saint-Hyacinthe     | LHSMQ         | 50 | 15               | 19               | 34               | 32               | 11               | 6 | 5                    | 11                   | 14                   |                      |                      |
| 2004-2005 | Cousin de Saint-Hyacinthe     | LNAH          | 10 | 0                | 0                | 0                | 4                | -                | - | -                    | -                    | -                    |                      |                      |

## Carrière internationale
Équipe de France:
- Championnats du monde : 1997, 1998, 1999 et 2000
- Championnats du monde division 1 : 2001
- Jeux olympiques : 1998